# Cửa sổ Sash

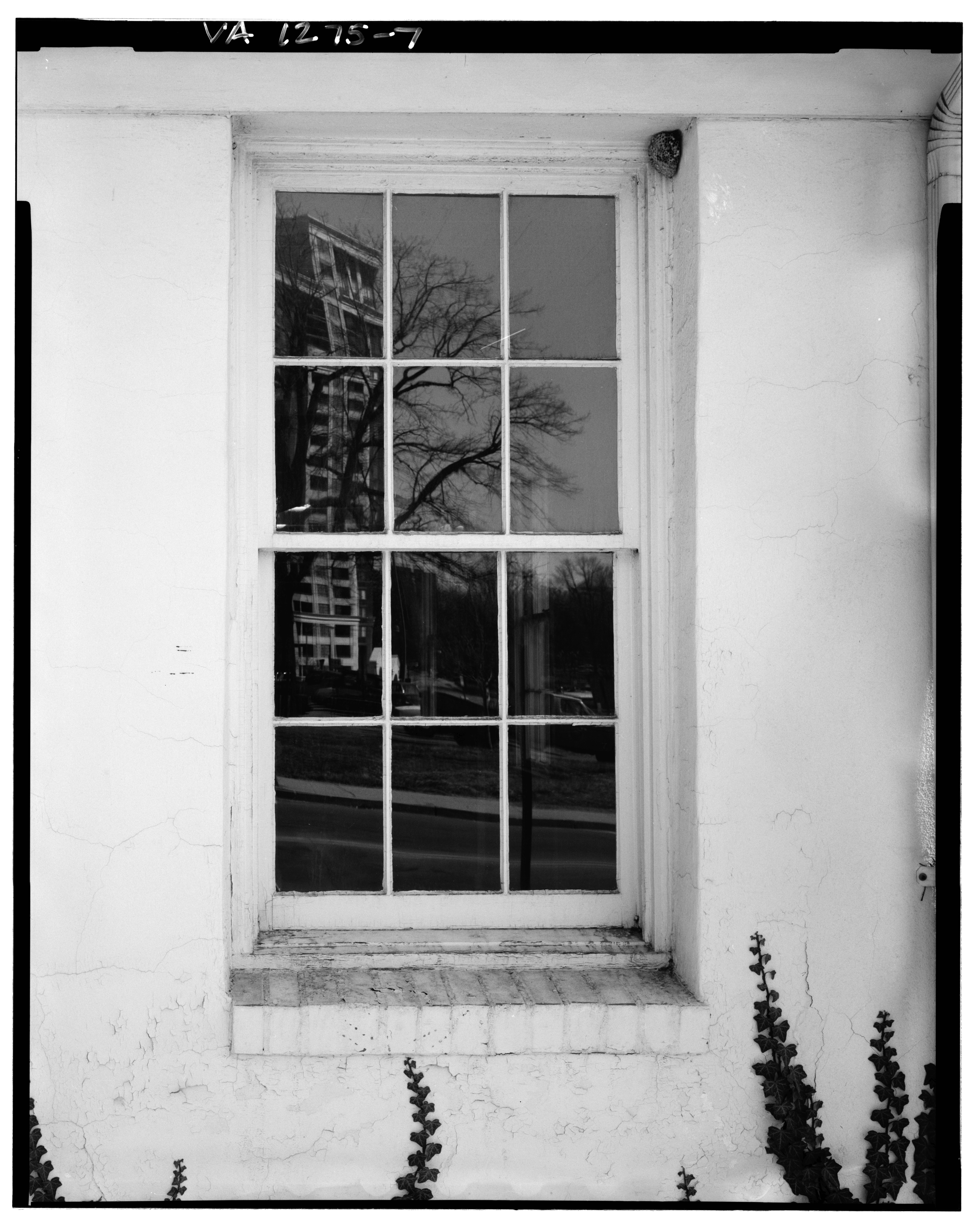
Một của sổ sash

Cửa sổ Sash hoặc cửa sổ đóng mở được tạo từ một hoặc nhiều tấm cửa có thể di chuyển, gọi là "sashes". Các sashes thường là cửa sổ có khung được chia thành tấm kính nhỏ, nhưng cũng có thể là một tấm kính duy nhất (hoặc nhiều tấm kính trong trường hợp của cửa kính đôi).

## Lịch sử
Cửa sổ sash cổ nhất được lắp đặt tại Anh vào những năm 1670, ví dụ như tại Ham House. Người ta cho rằng việc phát minh cửa sổ sash có thể là của Robert Hooke hoặc là một phát minh của Hà Lan. Tuy nhiên, vẫn chưa có bằng chứng cụ thể về người phát minh cụ thể.
Cửa sổ sash thường xuất hiện trong các ngôi nhà kiến trúc kiến trúc Georgian và kiến trúc Victorian, với sắp xếp cổ điển là ba tấm kính ngang và hai tấm kính dọc trên mỗi cửa sash, tạo thành cửa sổ "sáu trên sáu". Tuy nhiên, điều này không phải là quy tắc cố định. Nhiều ngôi nhà ngày nay vẫn sử dụng cửa sổ sash kích thước tiêu chuẩn khoảng 4 feet (1.2 m), nhưng cửa sổ cổ hơn có thể có kích thước khác nhau.

## Vấn đề
Cửa sổ sash bằng gỗ thường gặp vấn đề về mục nát, sưng hoặc biến dạng của khung gỗ, cũng như tiếng động khi gió thổi. Những vấn đề này có thể được khắc phục thông qua sửa chữa cẩn thận và lắp đặt cách nhiệt chống gió. Cửa sổ sash cũng đòi hỏi bảo trì thường xuyên hơn so với cửa sổ gập, nhưng lại mang lại nhiều ưu điểm về thẩm mỹ, phong cách và tuân thủ luật pháp. Tuy nhiên, khi được bảo quản tốt, cửa sổ sash có thể tồn tại qua nhiều thế hệ mà không cần thay thế bộ phận. Một ưu điểm khác là có thể lau chùi kính từ bên trong tòa nhà bằng cách di chuyển hai tấm kính vào các vị trí khác nhau.
Cửa sổ sash bằng nhựa vinyl (uPVC) đã xuất hiện kể từ khi khung cửa sổ PVC đầu tiên được giới thiệu tại Đức vào những năm 1960. Các cửa sổ này đã chiếm ưu thế trong ngành công nghiệp cửa sổ, với hơn 50% cửa sổ được làm bằng nhựa vinyl tại Hoa Kỳ tính đến năm 2017. Những ưu điểm của nhựa vinyl bao gồm khả năng chống nước và dễ dàng trong việc lắp đặt. Tuy nhiên, cũng có nhược điểm về độ bền và tác động đến môi trường. Theo thời gian, các hợp chất tạo độ dẻo cho nhựa vinyl bay hơi, làm cho vật liệu trở nên giòn và dễ gãy. Nhựa vinyl cũng yếu hơn gỗ và nhôm, cần hỗ trợ thêm khi sử dụng trong cửa sổ lớn. Nhựa vinyl cũng được sử dụng để bảo vệ gỗ khỏi thời tiết trong các cửa sổ gỗ. Tuy nhiên, nhựa vinyl có giới hạn trong việc sử dụng thương mại và nhà ở thấp tầng do tính cháy và khói độc hại khi cháy. Trong tương lai, có thể sẽ có phiên bản nhựa vinyl chống cháy dành cho xây dựng cao tầng, nhưng hiện tại vẫn còn nhiều vấn đề về tính cháy và khói độc hại.